# Coclaurin
Coclaurin ist eine organische Verbindung aus der Gruppe der Alkaloide, konkret der Benzylisochinolin-Alkaloide.

## Vorkommen und Biosynthese
Die Biosynthese von Coclaurin geht vom Tyrosin aus und verläuft über das Norcoclaurin. Beim Coclaurin zweigt der Biosyntheseweg zu Papaverin ab. Außerdem ist es Vorläufer von Reticulin und Scoulerin, die wiederum Vorläufer vieler anderer Alkaloide sind, unter anderem von Morphin, Noscapin, Berberin und Sanguinarin.

## Synthese
Coclaurin kann ausgehend von Vanillinbenzylether (aus Vanillin und Benzylchlorid) hergestellt werden. Dieser wird mit Nitromethan zu 4-Benzyloxy-3-methoxy-β-nitrostyrol umgesetzt. Dieses kann in zwei Stufen reduziert werden. Zunächst unter Katalyse mit Palladium zum Oxim, dann unter Katalyse mit Platin zum 4-Benzyloxy-3-methoxyphenethylamin. 4-Hydroxyphenylessigsäure wird mit Chlorameisensäureethylester geschützt und mit Thionylchlorid in das Carbonsäurechlorid umgewandelt, dann mit dem vorher hergestellten Phenethylamin zu einem Carbonsäureamid umgesetzt. Dieses kann mittels Phosphorylchlorid zum Dihydroisochinolin umgesetzt werden (Bischler-Napieralski-Reaktion). Die Reduktion zum Tetrahydroisochinolin erfolgt mit Wasserstoff über Platin(IV)-oxid. Durch Reaktion mit Salzsäure werden die Schutzgruppen (Benzylgruppe und Ethoxycarbonylgruppe) entfernt.